# Francis Charles Fuller
Francis Charles Bernard Dudley Fuller, né en 1866 et mort en 1944, est le commissaire en chef de l'Empire Ashanti pendant la Première Guerre mondiale.

## Biographie
Il rejoint le service colonial en 1884 et est affecté Il est affecté aux Fidji en tant que cadet pour sa première mission. En 1892, il est transféré à Ibadan au Nigeria. En 1895, il y œuvre afin de délimiter les frontières dans la continuité du partage de l'Afrique. Il opte pour une délimitation suivant les villages traditionnels situés sur le méridien 2°46'55". Cette frontière est approuvée par la convention anglo-française du 14 juin 1898.
En 1902, il devient assistant du gouverneur de Malte jusqu'à sa promotion au grade de commissaire en chef le 12 mars 1905. Afin de remplir cette nouvelle fonction, il est assigné à la gestion de la région Ashanti.
Quelques semaines après son arrivée à Kumasi, il engage des démarches afin de restaurer le Conseil de Kumasi, corps administratif de l'Empire ashanti qui avait été supprimé par William Edward Maxwell (en). En effet, les gouverneurs britanniques qui lui succèdent s'assurent tous de préserver le contrôle sur le trône royal Ashanti, s'opposant notamment à d'importantes résistances comme lors de la guerre du trône d'or, dont la défaite provoque l'exil de toute la famille royale. 
Il prévoit d'y nommer les titulaires traditionnels des sièges. En l'absence d'Asantehene, Francis Fuller en exerce les prérogatives, il fait même valoir son rôle en exigeant la reprises des rituels et offrandes d’allégeance à son égard. Il s'emploie à restaurer l'organisation et les rythmes de cette gouvernance ainsi que les traditions Ashantis. 
Les raisons qui l'amènent à recréer le pouvoir central de Kumasi s'explique par les problématiques que représente l'exil de l'Asantehene. En son absence, la capacité de gestion de la division de Kumasi s'avère très complexe puisque chaque petits chefs exprime diverses oppositions dans une lutte politique pour la gouvernance de la ville. La restauration du Conseil permet à Francis Fuller de reprendre la main sur la gestion de la ville. Il espère également reprendre le contrôle sur le commerce du caoutchouc et établir un marché centralisé à Kumasi.
Ces actions sont par ailleurs très populaires au sein de la population et des élites de Kumasi. De plus, la restauration du Conseil, circonscrite à la juridiction de Kumasi, s'effectue sous la tutelle de l'administration coloniale de la Côte de l'Or et permet dès lors d'intégrer une institution traditionnelle au sein du fonctionnement colonial sans s'y substituer.
Il devient compagnon de l'ordre de Saint-Michel et Saint-Georges lors des honneurs d'anniversaire de 1906.
En 1916, il est à bord du paquebot britannique SS Appam et est arrêté par les Allemands au large des côtes africaines. En 1921, il publie A Vanished Dynasty: Ashanti.
Ce nouveau fonctionnement s'opère sans encombre pendant huit ans jusqu'à la prise de fonction de Hugh Clifford au poste de gouverneur colonial et la visite de ce dernier à Kumasi. Il y apprend que les dignitaires de Kumasi prennent en réalité en charge des affaires courantes qui dépassent la juridiction de Kumasi et surtout que la gestion de ce conseil ne lui est communiqué que de manière parcellaire. Après avoir demandé à Francis Fuller de le tenir informé par l'intermédiaire de rapports réguliers, Hugh Clifford craint avec obsession que Francis Fuller soit en réalité en quête de plus de pouvoir personnel. En parallèle, les chefs de Kumawu se montrent progressivement hostiles à l'égard de Francis Fuller et interpellent Hugh Clifford pour les soutenir afin de le destituer de sa fonction de commissaire en chef et d'Asantehene  de transition.
Francis Fuller et Hugh Clifford s'opposent sur les méthodes d'administration locale et conviennent finalement que les fonctions du commissaire en chef doivent être séparées des fonctions d'Asantehene. Cependant, aucun changement n'est finalement opéré puisque Clifford devient gouverneur du Nigéria en mars 1919 et Francis Fuller prend sa retraite en octobre 1919. Le conseil de Kumasi persiste à considérer les commissaires en chef futurs comme des Asantehene.
Il devient chevalier commandeur de l'ordre de l'Empire britannique en 1919.
En 1930, les représentants du conseil Ashantis donnent à Francis Fuller le titre de « Grand Père des Ashantis » et lui témoignent toujours un grand respect.